# Verfahrenshandlung
Eine behördliche Verfahrenshandlung ist eine Anordnung, die das Verwaltungsverfahren und die Vorbereitung einer Sachentscheidung betrifft, nicht aber die Sache selbst.
Verfahrenshandlungen sind gem. § 44a Satz 1 VwGO nicht gesondert anfechtbar, um die sachliche Entscheidung durch Anfechtung der Verfahrenshandlungen nicht zu verzögern oder zu erschweren. Indem Rechtsbehelfe gegen Verfahrenshandlungen grundsätzlich nur gleichzeitig mit den gegen die Sachentscheidung zulässigen Rechtsbehelfen geltend gemacht werden können, soll die Effektivität der Verwaltungskontrolle im Sinne einer prozeßwirtschaftlichen Zusammenfassung zusammengehörender Verwaltungsvorgänge erhöht werden.
Soweit Verfahrenshandlungen vollstreckbar sind, kann bis zur Sachentscheidung bereits ein irreparabler Zustand geschaffen werden. Deshalb gebietet das Prinzip des effektiven Rechtsschutzes aus Art. 19 Abs. 4 GG insoweit ausnahmsweise doch die gesonderte Anfechtbarkeit. Dasselbe gilt, wenn die Verfahrenshandlung gegen einen Nichtbeteiligten ergeht, dem gegen die Sachentscheidung kein Rechtsbehelf zusteht (§ 44a Satz 2 VwGO).
Art. 19 Abs. 4 GG fordert über die in § 44a Satz 2 VwGO genannten Ausnahmefälle hinaus eine isolierte Anfechtbarkeit von Verfahrenshandlungen, wenn die Rechtsbeeinträchtigung durch ein Obsiegen im Hauptsacheverfahren nicht (ausreichend) beseitigt werden kann.
Die Rechtsgedanken des § 44a VwGO sind auch im sozialgerichtlichen Verfahren zu beachten.
Verfahrenshandlungen sind beispielsweise die Gewährung von Akteneinsicht oder die Erteilung eines Zwischenbescheids.